# Dählingsberg
Der Dählingsberg ist eine Erhebung im Berliner Ortsteil Buch des Bezirks Pankow. 
Die Erhebung liegt südwestlich des Vorwerks Lindenhof und hat eine Höhe von 56,6 m ü. NHN. Der Berg ist zum Gewerbegebiet erschlossen, in diesem befindet sich die Straße Am Dählingsberg, welche auf die Erhebung hinweist.